# Друзья (3-й сезон)
Третий сезон американского телесериала «Друзья», премьера которого состоялась на канале NBC 19 сентября 1996 года, а заключительная серия вышла 15 мая 1997 года, состоит из 25-ти эпизодов.

## Сюжет
Рэйчел оставляет работу официантки и уходит в модельный бизнес, на работу, предложенную её новым знакомым Марком. Росс очень ревнует, считая, что Марк хочет от Рэйчел больше, чем просто дружбы. Они ссорятся, и Рэйчел предлагает Россу сделать «перерыв» в отношениях. Расстроившись и напившись, Росс (считая, что они с Рэйчел расстались) проводит ночь с девушкой из копировального салона. Наутро Рэйчел готова помириться, но, узнав (благодаря Гантеру) о поступке Росса, окончательно разрывает с ним отношения.
Моника устраивается в ресторан в стиле пятидесятых, где вынуждена носить парик и накладную грудь. Там она знакомится с одним из клиентов, миллионером Питом, и у них начинается роман. Пит решает принять участие в боях без правил, но получает сильные травмы в первых же боях. Он отклоняет просьбу Моники прекратить эти забавы, мотивируя это своими принципами добиваться победы во всех начинаниях. Из-за этого Моника уходит от него.
Чендлер в очередной раз разрывает отношения с Дженис, а Джоуи приносит домой цыплёнка. Чендлер вначале требует избавиться от него, но в итоге в их доме появляется ещё и утка.
Фиби находит женщину, знавшую её родителей (которую также зовут Фиби). Она живёт на побережье, и Фиби приглашает друзей съездить туда на выходные. Вслед за Россом на побережье приезжает его новая девушка, Бонни. Рэйчел, ревнуя, признаётся Россу, что всё ещё испытывает к нему чувства. Эти чувства оказываются взаимными, и Росс встаёт перед выбором между Бонни и Рэйчел.

## В ролях
- Дженнифер Энистон — Рэйчел Грин
- Кортни Кокс — Моника Геллер
- Лиза Кудроу — Фиби Буффе
- Мэтт Леблан — Джоуи Триббиани
- Мэттью Перри — Чендлер Бинг
- Дэвид Швиммер — Росс Геллер

## Эпизоды
| № общий | № в сезоне | Название                                                                                           | Режиссёр       | Автор сценария                                                                          | Дата премьеры    | Зрители в США (млн) |
| --- | ---------- | -------------------------------------------------------------------------------------------------- | -------------- | --------------------------------------------------------------------------------------- | ---------------- | ------------------- |
| 49 | 1          | «The One with the Princess Leia Fantasy» «Эпизод с фантазией о принцессе Лее»                      | Гэйл Манкусо   | Майкл Кёртис и Грегори Малинс                                                           | 19 сентября 1996 | 26.8                |
| Моника тоскует по Ричарду. Рэйчел осуществляет тайную фантазию Росса о принцессе Лее, но из-за Чендлера ничего хорошего из этого не выходит. Джоуи терпеть не может Дженис, но ради Чендлера пытается подружиться с ней. |            | |                |                                                                                         |                  |                     |
| 50 | 2          | «The One Where No One's Ready» «Эпизод, где никто не готов»                                        | Гэйл Манкусо   | Айра Унгерлидер                                                                         | 26 сентября 1996 | 26.7                |
| Росс собирается на важный вечер в музее, куда приглашены все друзья, но никто не торопится туда идти: Моника мучается из-за звонка Ричарда, а Чендлер и Джоуи ссорятся из-за кресла. Рэйчел не знает, что надеть, в итоге ссорится с Россом и решает остаться дома. Готова только Фиби, но из-за выходок Джоуи и Чендлера платье испорчено. |            | |                |                                                                                         |                  |                     |
| 51 | 3          | «The One with the Jam» «Эпизод с джемом»                                                           | Кевин С. Брайт | Уил Кэлхун                                                                              | 3 октября 1996   | 25.2                |
| Моника изготавливает огромное количество джема, чтобы забыть Ричарда. В итоге, решает пойти в банк спермы для оплодотворения. Фиби встречается с ненормальным бывшим парнем своей сестры. Джоуи повреждает руку. Мэтт Леблан вывихнул плечо, поэтому сценаристы вставили в эпизод сцену, где Джоуи неудачно прыгает на кровати (на экране виден только Чендлер), после чего ему приходится ходить с повязкой на руке. Приглашённая звезда: Дэвид Аркет (Малькольн) |            | |                |                                                                                         |                  |                     |
| 52 | 4          | «The One with the Metaphorical Tunnel» «Эпизод с метафорическим туннелем»                          | Стив Цуккерман | Алекса Янг                                                                              | 10 октября 1996  | 26.1                |
| Доказывая серьезность своих намерений, Чендлер отпугивает от себя Дженис. Фиби изображает агента Джоуи и это у неё неплохо получается, однако она расстроена, что ей приходится врать другу, когда тому отказывают в съёмках. Сын Росса играет с куклой Барби. |            | |                |                                                                                         |                  |                     |
| 53 | 5          | «The One with Frank Jr.» «Эпизод с Фрэнком-младшим»                                                | Стив Цуккерман | Шана Голдберг-Миэн и Скотт Силвери                                                      | 17 октября 1996  | 23.3                |
| Фиби проводит время со своим кровным братом Фрэнком-младшим: они устраивают экскурсию по Нью-Йорку и знакомство с друзьями. Джоуи мастерит огромный стеллаж. Друзья составляют списки знаменитостей, с которыми хотели бы переспать. Приглашённая звезда: Изабелла Росселлини |            | |                |                                                                                         |                  |                     |
| 54 | 6          | «The One with the Flashback» «Эпизод со взглядом в прошлое»                                        | Питер Бонерц   | Дэвид Крейн и Марта Кауффман                                                            | 31 октября 1996  | 23.3                |
| Дженис задаёт вопрос друзьям о возможных интимных связях друг с другом. Ретроспектива трехлетней давности: на месте Центральной кофейни — бильярдный клуб, Чендлер ищет соседа по комнате, Моника случайно встречается с Рэйчел, которая только что обручилась с Барри, а Росс узнаёт, что его жена — лесбиянка, его утешает Фиби. Эпизод был снят для того, что бы проверить реакцию зрителей на различные пары персонажей. Зрителям не понравилась идея того, что Рэйчел и Чендлер могут быть вместе. После этого эпизода между ними никогда больше не возникало любовного интереса. |            | |                |                                                                                         |                  |                     |
| 55 | 7          | «The One with the Race Car Bed» «Эпизод с кроватью в виде гоночного автомобиля»                    | Гэйл Манкусо   | Сет Курланд                                                                             | 7 ноября 1996    | 27.4                |
| Моника покупает кровать в магазине бывшего мужа Дженис. Ей доставляют не ту кровать (а детскую кровать в виде гоночного автомобиля). Джоуи преподаёт на актёрских курсах по классу «мыльных опер» и его ученику достается роль, на которую пробовался Джоуи. Дженис целуется со своим бывшим мужем, это видит Джоуи. Рэйчел и Росс ужинают с доктором Грином (отцом Рэйчел), при этом Росс чувствует, что не нравится отцу и всячески пытается исправить положение. |            | |                |                                                                                         |                  |                     |
| 56 | 8          | «The One with the Giant Poking Device» «Эпизод с гигантским тыкающим устройством»                  | Гэйл Манкусо   | Адам Чейз                                                                               | 14 ноября 1996   | 28.7                |
| Фиби боится ходить к стоматологу, так как считает, что после этого один из её знакомых умрет. Чендлер узнаёт правду о Дженис, и они расходятся. Моника ударяет Бэна головой о перекладину и хочет это скрыть. Друзья думают, что мерзкий голый мужик из соседнего дома умер, чтобы это проверить, Джоуи создаёт «гигантское тыкающее устройство». |            | |                |                                                                                         |                  |                     |
| 57 | 9          | «The One with the Football» «Эпизод с футболом»                                                    | Кевин С. Брайт | Айра Унгерлидер                                                                         | 21 ноября 1996   | 29.3                |
| Выпуск посвящён Дню Благодарения. Моника и Росс вспоминают детство, и друзья отправляются в парк играть в футбол. Джоуи и Чендлер знакомятся с привлекательной голландкой Мархой и не могут её поделить. Игра осложняется тем, что Рэйчел очень плохо играет в футбол. Страсти накаляются, когда Геллеры всерьез вспоминают последний спорный семейный матч и собираются выиграть у друг друга несмотря ни на что. |            | |                |                                                                                         |                  |                     |
| 58 | 10         | «The One Where Rachel Quits» «Эпизод, где Рэйчел увольняется»                                      | Терри Хьюс     | Грегори Малинс и Майкл Кёртис                                                           | 12 декабря 1996  | 25.1                |
| Выпуск посвящён Рождеству. Рэйчел бросает работу в Центральной кофейне. Росс случайно ломает маленькой девочке-скауту ногу и продаёт вместо неё печенье. Джоуи продаёт рождественские ёлки, подробности его работы очень огорчают Фиби. Рэйчел все же находит работу в сфере моды, однако там она всё равно подаёт кофе. |            | |                |                                                                                         |                  |                     |
| 59 | 11         | «The One Where Chandler Can't Remember Which Sister» «Эпизод, где Чендлер не помнит, какая сестра» | Терри Хьюс     | Алекса Янг                                                                              | 9 января 1997    | 29.8                |
| Пьяный Чендлер флиртует с одной из семи сестер Джоуи — Мэри-Анджелой, но на утро не помнит, с какой. В итоге, оказывается окруженным сёстрами друга и самим Джоуи. Новый знакомый Рэйчел, Марк, устраивает её на работу в Блумингдэйл, что очень не нравится Россу. Моника и Рэйчел разбираются с шумными соседями. |            | |                |                                                                                         |                  |                     |
| 60 | 12         | «The One with All the Jealousy» «Эпизод со всей этой ревностью»                                    | Робби Бенсон   | Доти Абрамс                                                                             | 16 января 1997   | 29.6                |
| Росс ревнует Рэйчел к Марку и старается всячески напомнить о себе («метит территорию»). Моника встречается с официантом, который сочиняет стихи. Джоуи учит актёров танцевать для бродвейского шоу, хотя сам не умеет этого делать (хотя в его резюме написано обратное). Что правда в его резюме, так это то, что он может выпить галлон молока за 10 секунд. |            | |                |                                                                                         |                  |                     |
| 61 | 13         | «The One Where Monica and Richard are Just Friends» «Эпизод, где Моника и Ричард просто друзья»    | Робби Бенсон   | Майкл Борков                                                                            | 30 января 1997   | 28.0                |
| Моника и Ричард снова встречаются и пробуют остаться просто друзьями. Джоуи и Рэйчел читают любимые книги друг друга («Сияние» и «Маленькие женщины» соответственно). Фиби встречается с парнем, который носит чересчур свободные шорты. |            | |                |                                                                                         |                  |                     |
| 62 | 14         | «The One with Phoebe's Ex-Partner» «Эпизод с экс-партнёром Фиби»                                   | Робби Бенсон   | Уил Кэлхун                                                                              | 6 февраля 1997   | 28.9                |
| Фиби встречается со своей бывшей партнёршей-певицей, с которой они расстались, так как последняя продавала их песни для рекламы (джинглы). Чендлер назначает свидание девушке с искусственной ногой, с которой ранее встречался Джоуи. Джоуи рассказывает, как случайно сжег ногу девушки. В итоге, Чендлер решается удалить свой третий сосок. |            | |                |                                                                                         |                  |                     |
| 63 | 15         | «The One Where Ross and Rachel Take a Break» «Эпизод, где Росс и Рэйчел делают перерыв»            | Джеймс Берроуз | Майкл Борков                                                                            | 13 февраля 1997  | 27.3                |
| Росс и Рэйчел ссорятся из-за её работы, и Рэйчел предлагает «сделать перерыв» в отношениях. Джоуи и Чендлер флиртуют с работницей копировального центра — Хлои, которой по душе больше Росс. Моника и Фиби идут на двойное свидание с иностранным послом и его переводчиком. Марк утешал Рэйчел и случайно был услышан Россом. Расстроенный Росс танцует, а затем целуется с Хлои. |            | |                |                                                                                         |                  |                     |
| 64 | 16         | «The One the Morning After» «Эпизод, когда наступает утро после»                                   | Джеймс Берроуз | Дэвид Крейн и Марта Кауффман                                                            | 20 февраля 1997  | 28.3                |
| Расстроенный Росс проводит ночь с девушкой из копировального центра — Хлои. Моника заказала средство для депиляции из рекламы по телевизору и они с Фиби устроились у ней в комнате, чтобы его опробовать. На крики боли прибегают Чендлер и Джоуи. Когда в квартиру приходят ругающиеся Росс и Рэйчел, все четверо оказываются заблокированными в спальне. В итоге, Росс и Рэйчел расстаются. |            | |                |                                                                                         |                  |                     |
| 65 | 17         | «The One Without the Ski Trip» «Эпизод с лыжной поездкой»                                          | Сэм Саймон     | Шана Голдберг-Миэн и Скотт Силвери                                                      | 6 марта 1997     | 25.8                |
| После расставания Рэйчел и Россу приходится переманивать друзей друг от друга. Рэйчел приглашает всех друзей, кроме Росса, в горы, покататься на лыжах. Чендлер вновь начинает курить. Росс пытается найти сочувствие у Кэрол. Ребята застревают на безлюдной стоянке, плюсом ко всему у них захлопнулась машина. Помощи приходится просить у Росса. |            | |                |                                                                                         |                  |                     |
| 66 | 18         | «The One with the Hypnosis Tape» «Эпизод с кассетой гипноза»                                       | Робби Бенсон   | Сет Курланд                                                                             | 13 марта 1997    | 28.1                |
| Чендлер пытается бросить курить, используя кассету с гипнозом, но оказывается, что эта кассета предназначена для женщин. Моника встречается с миллионером — Питом. 18-летний Фрэнк-младший объявляет, что женится на женщине, которая старше его на 26 лет. |            | |                |                                                                                         |                  |                     |
| 67 | 19         | «The One with the Tiny T-Shirt» «Эпизод с крошечной футболкой»                                     | Терри Хьюс     | Адам Чейз                                                                               | 27 марта 1997    | 23.7                |
| Рэйчел возвращает Россу часть его вещей, но тот обижается и требует назад ВСЕ вещи. Моника до сих пор не привлекает её новый парень, она пытается принять решение по поводу своих отношений с миллионером. Джоуи соблазняет свою партнёршу по театральной постановке Кэйт (Дина Мэйер). |            | |                |                                                                                         |                  |                     |
| 68 | 20         | «The One with the Dollhouse» «Эпизод с кукольным домиком»                                          | Терри Хьюс     | Уил Кэлхун                                                                              | 3 апреля 1997    | 24.4                |
| Моника получает кукольный домик в наследство от тёти. Он такой красивый, что Моника не разрешает с ним играть. Поэтому Фиби делает свой собственный, где позже случайно начинается пожар. Чендлер никак не может расстаться с начальницей Рэйчел — Джоанной. |            | |                |                                                                                         |                  |                     |
| 69 | 21         | «The One with a Chick and a Duck» «Эпизод с цыплёнком и уткой»                                     | Майкл Лембек   | Крис Браун                                                                              | 17 апреля 1997   | 23.2                |
| Джоуи и Чендлер заводят цыплёнка и утку. Росс упускает шанс быть показанным по телевизору и остаётся с Рэйчел, которая ушибла ребра, помогая ей сначала собраться на корпоратив, а затем в больницу. Пит дарит Монике ресторан, она отказывается, в итоге пара наконец-то целуется. |            | |                |                                                                                         |                  |                     |
| 70 | 22         | «The One with the Screamer» «Эпизод с крикуном»                                                    | Питер Бонерц   | Шана Голдберг-Миэн и Скотт Силвери                                                      | 24 апреля 1997   | 22.6                |
| На премьеру пьесы с Джоуи Рэйчел приходит с парнем (Бен Стиллер), у которого проблемы с нервами. Это замечает Росс, но все думают, что он просто ревнует к Рэйчел. Росс пытается доказать обратное. Пьеса проваливается, Джоуи остается на ночь с Кэйт. Фиби сутками ждёт ответа на звонок в телефонную компанию, пропуская при этом пьесу Джоуи. |            | |                |                                                                                         |                  |                     |
| 71 | 23         | «The One with Ross's Thing» «Эпизод со штучкой Росса»                                              | Шелли Дженсен  | Тед Коэн и Эндрю Рейх                                                                   | 1 мая 1997       | 24.2                |
| Росс обнаруживает странный нарост на теле, который отказываются удалять все врачи. Он обращается к знакомому Фиби — Гуру Сааш. Фиби встречается с двумя парнями одновременно и не может выбрать одного: один пожарник с красивым телом, другой — чувственный воспитатель в детском саду. Ситуация осложняется ещё больше, когда обнаруживается, что пожарник ведёт дневник и пишет картины углём, а у воспитателя — тоже идеальное тело. |            | |                |                                                                                         |                  |                     |
| 72 | 24         | «The One with the Ultimate Fighting Champion» «Эпизод с чемпионом по боям без правил»              | Робби Бенсон   | Сюжет : Панг-Ни Ландрум и Марк Кунерт Телесценарий : Шана Голдберг-Миэн и Скотт Силвери | 8 мая 1997       | 23.1                |
| Друг Моники Пит не очень удачно участвует в боях без правил из-за чего они расстаются. Начальник Чендлера использует странный способ показать своё одобрение сотрудникам — похлопывание по заду. Фиби находит Россу подругу по имени Бонни (Кристин Тэйлор), которая ведёт себя довольно раскованно. Рэйчел ревнует. В данном эпизоде в качестве камео сыграли Робин Уильямс и Билли Кристал. |            | |                |                                                                                         |                  |                     |
| 73 | 25         | «The One at the Beach» «Эпизод на пляже»                                                           | Памела Фриман  | Сюжет : Панг-Ни Ландрум и Марк Кунерт Телесценарий : Адам Чейз                          | 15 мая 1997      | 28.8                |
| Фиби с друзьями отправляются на побережье, чтобы разыскать знакомую её родителей, которую тоже зовут Фиби. Друзья играют в настольную игру на раздевание. Рэйчел флиртует с Россом, а затем признается, что у неё остались к нему чувства, и тот встает перед выбором: Бонни или Рэйчел. Чендлер пристает к Монике с вопросом о его возможности быть её парнем в будущем, что Моника считает невозможным. |            | |                |                                                                                         |                  |                     |